# English Premier Ice Hockey League
L’English Premier Ice Hockey League est un championnat senior de hockey sur glace en Angleterre organisé par l'English Ice Hockey Association (EIHA) de 1997 à 2017. À sa création, l'EPIHL est le troisième échelon du hockey britannique jusqu'en 2005 lorsqu'elle devient le second derrière l'Elite Ice Hockey League, suivant l'arrêt de la British National League. En 2017, avec sept équipes restantes, l'EIHA intègre les clubs au sein de l'échelon inférieure, la National Ice Hockey League.

## Déroulement de la saison
La saison régulière debute en septembre et s'achève en mars. Chaque équipe rencontre les 9 autres équipes 6 fois (3 fois à domicile et 3 fois à l'extérieur). Il y a ainsi 54 matchs pour chaque équipe dans cette phase. À l'issue de la 18e journée, le leader du classement est déclaré vainqueur de Coupe. À la fin de la saison régulière, les 8 premières équipes jouent les séries éliminatoires. Les plays-offs se jouent avec un match par tour. Le vainqueur de la finale est déclaré champion de l'EPIHL. 

## Équipes participantes
| Équipe                  | Ville                                  | Création | Période             |
| ----------------------- | -------------------------------------- | -------- | ------------------- |
| Basingstoke Bison       | Basingstoke, Hampshire                 | 1988     | 2009-2017           |
| Billingham Eagles       | Billingham, Durham                     | 1996     | 1997-1998           |
| Blackburn Hawks         | Blackburn, Lancashire                  | 1990     | 1998-1999           |
| Bracknell Bees          | Bracknell, Berkshire                   | 1987     | 2005-2017           |
| Chelmsford Chieftains   | Chelmsford, Essex                      | 1987     | 1998-2000 2002-2008 |
| Guildford Flames        | Guildford, Surrey                      | 1992     | 2005-2017           |
| Haringey Greyhounds     | Harringay, Grand Londres               | 1990     | 2000-2003           |
| Hull Stingrays          | Kingston-upon-Hull, Yorkshire de l'Est | 2003     | 2005-2006           |
| Hull Pirates            | Kingston-upon-Hull, Yorkshire de l'Est | 2015     | 2015-2017           |
| Invicta Dynamos         | Gillingham, Kent                       | 1997     | 1997-2003           |
| Kingston Jets           | Kingston-upon-Hull, Yorkshire de l'Est | 1996     | 1997-1998           |
| Manchester Phoenix      | Manchester                             | 2003     | 2009-2017           |
| Milton Keynes Kings     | Milton Keynes, Buckinghamshire         | 1990     | 1998-1999           |
| Milton Keynes Lightning | Milton Keynes, Buckinghamshire         | 2002     | 2002-2017           |
| Nottingham Lions        | Nottingham, Nottinghamshire            | 2000     | 2000-2003           |
| Oxford Blades           | Oxford, Oxfordshire                    | 1998     | 1998-2000           |
| Peterborough Phantoms   | Peterborough, Cambridgeshire           | 2002     | 2002-2017           |
| Romford Raiders         | Romford, Grand Londres                 | 1987     | 1998-2000 2002-2010 |
| Sheffield Scimitars     | Sheffield, Yorkshire du Sud            | 1986     | 2005-2010           |
| Sheffield Steeldogs     | Sheffield, Yorkshire du Sud            | 2010     | 2010-2017           |
| Slough Jets             | Slough, Berkshire                      | 1986     | 2002-2014           |
| Solihull Blaze          | Solihull, Midlands de l'Ouest          | 1965     | 1997-1999           |
| Solihull Barons         | Solihull, Midlands de l'Ouest          | 2000     | 2000-2002           |
| Solihull Barons         | Solihull, Midlands de l'Ouest          | 2005     | 2005-2007           |
| Solihull Kings          | Solihull, Midlands de l'Ouest          | 2003     | 2003-2005           |
| Sunderland Chiefs       | Sunderland, Tyne and Wear              | 1977     | 1997-1998           |
| Swindon Wildcats        | Swindon, Wiltshire                     | 1986     | 1997-2017           |
| Telford Tigers          | Telford, Shropshire                    | 2001     | 2002-2009 2010-2017 |
| Whitley Warriors        | Whitley Bay, Tyne and Wear             | 1955     | 1997-1998           |
| Wightlink Raiders       | Ryde, Île de Wight                     | 1991     | 1997-2009           |

## Palmarès

### Par année
| Saison    | Saison régulière        | Séries éliminatoires    | Coupe                   |
| --------- | ----------------------- | ----------------------- | ----------------------- |
| 1997-1998 | Solihull Blaze          | Solihull Blaze          | Pas de Coupe            |
| 1998-1999 | Solihull Blaze          | Solihull Blaze          | Milton Keynes Kings     |
| 1999-2000 | Chelmsford Chieftains   | Chelmsford Chieftains   | Pas de Coupe            |
| 2000-2001 | Swindon Wildcats        | Romford Raiders         | Pas de Coupe            |
| 2001-2002 | Invicta Dynamos         | Invicta Dynamos         | Romford Raiders         |
| 2002-2003 | Peterborough Phantoms   | Milton Keynes Lightning | Wightlink Raiders       |
| 2003-2004 | Milton Keynes Lightning | Milton Keynes Lightning | Peterborough Phantoms   |
| 2004-2005 | Milton Keynes Lightning | Milton Keynes Lightning | Romford Raiders         |
| 2005-2006 | Guildford Flames        | Milton Keynes Lightning | Bracknell Bees          |
| 2006-2007 | Guildford Flames        | Bracknell Bees          | Guildford Flames        |
| 2007-2008 | Guildford Flames        | Slough Jets             | Bracknell Bees          |
| 2008-2009 | Peterborough Phantoms   | Peterborough Phantoms   | Peterborough Phantoms   |
| 2009-2010 | Milton Keynes Lightning | Slough Jets             | Guildford Flames        |
| 2010-2011 | Manchester Phoenix      | Guildford Flames        | Slough Jets             |
| 2011-2012 | Guildford Flames        | Slough Jets             | Guildford Flames        |
| 2012-2013 | Guildford Flames        | Manchester Phoenix      | Guildford Flames        |
| 2013-2014 | Manchester Phoenix      | Basingstoke Bison       | Basingstoke Bison       |
| 2014-2015 | Telford Tigers          | Peterborough Phantoms   | Telford Tigers          |
| 2015-2016 | Basingstoke Bison       | Guildford Flames        | Guildford Flames        |
| 2016-2017 | Telford Tigers          | Milton Keynes Lightning | Milton Keynes Lightning |

### Par club
| Club                    | SR | SÉ | Co. | Total |
| ----------------------- | -- | -- | --- | ----- |
| Guildford Flames        | 4  | 2  | 5   | 11    |
| Milton Keynes Lightning | 3  | 5  | 1   | 9     |
| Peterborough Phantoms   | 2  | 2  | 2   | 6     |
| Solihull Blaze          | 2  | 2  | 0   | 4     |
| Telford Tigers          | 2  | 0  | 1   | 3     |
| Bracknell Bees          | 1  | 1  | 2   | 4     |
| Basingstoke Bison       | 1  | 1  | 1   | 3     |
| Chelmsford Chieftains   | 1  | 1  | 0   | 2     |
| Invicta Dynamos         | 1  | 1  | 0   | 2     |
| Swindon Wildcats        | 1  | 0  | 0   | 1     |
| Slough Jets             | 0  | 3  | 1   | 4     |
| Romford Raiders         | 0  | 1  | 2   | 3     |
| Milton Keynes Kings     | 0  | 0  | 1   | 1     |
| Wightlink Raiders       | 0  | 0  | 1   | 1     |